# Gustav Rose
Gustav Rose (28. marts 1798 i Berlin – 15. juli 1873 sammesteds) var en tysk mineralog, bror till Heinrich Rose. 
Rose studerede hos blandt andre Berzelius; han blev 1826 ekstraordinær og 1839 ordentlig professor i mineralogi i 
Berlin. Han ledsagede 1829 Alexander von Humboldt og Christian Gottfried Ehrenberg på deres rejse i Sibirien. 
Nogle af de mest kendte af Roses talrige undersøgelser angår krystallernes elektriske egenskaber og kalciumkarbonatets forskellige modifikationer. 
Blandt hans skrifter er Mineralogisch-geognostische Reise nach dem Ural, dem Altai und dem Kaspischen Meere (2 bind, 1837-42), Elemente der Krystallographie (1833), Ueber das Krystallsystem des Quarzes (1846) og Beschreibung und Eintheilung der Meteoriten (1863).